# 滿島南
滿島南（日语：満島 みなみ，1991年1月28日—），日本女性模特兒，出身於沖繩縣沖繩市，祖父為法裔美國人。隸屬於AMAZONE模特兒經紀公司。主要活躍於《GINZA》、《裝苑》等日本流行雜誌。姐姐為演員滿島光，哥哥為滿島真之介，另有一個弟弟滿島光太郎。

## 經歷
就讀日本體育大學時，透過大學友人的介紹，開始為雜誌拍攝平面照片，並因而進入模特兒界。

## 人物
父母皆為中學體育老師，父親是學校籃球部顧問。滿島自小擅長籃球、游泳、田徑等運動項目，以「運動選手訓練員」為目標報考日本體育大學。大學時期重心為籃球。
在家排行第三。姐姐為演員滿島光、哥哥滿島真之介，另有一個弟弟滿島光太郎。姐姐稱呼滿島南為「mi mi」（みーみ）。

## 活動

### 雜誌
- GINZA（MAGAZINE HOUSE）
- 装苑（文化出版局）
- クウネル（MAGAZINE HOUSE）
- MEN'S NON-NO（集英社）
- kiitos（三榮書房）
- ONKUL（三榮書房）
- リンネル（寶島社）
- 天然生活（地球丸）
- vikka（三榮書房）
- .fatale（株式会社ハニカム） - Webマガジン
- 花椿（資生堂）
- LaLa Begin（世界文化社）
- STUDIO VOICE
- FRaU（講談社）
- mark（講談社）
- ecocolo（株式会社エスプレ）
- WWDbeauty（株式会社 INFASパブリケーションズ）
- Modern Matter（UK）
- murmur magazine（mmbooks）
- FUDGEネイルBOOK（三榮書房）

### 廣告
- ラゾーナ川崎
- Mercian
- 星巴克
- United Arrows
- adidas
- Ne・net
- Kate Spade Saturday
- KBF
- URBAN RESEARCH
- ANREALAGE
- SUZUKI TAKAYUKI
- CASUCA
- NEPENTHES
- THE NORTH FACE
- KOKUYO
- point LEPSIM
- TiCTAC
- 靴下屋
- THEATRE PRODUCTS
- FRAMeWORK
- Adieu Tristesse
- marble sud
- FilMelange
- NOOK STORE
- SPOLOGUM
- mjuka
- 伊勢丹

### 走秀
- ANREALAGE（日语：ANREALAGE）
- Ne‧net
- Starbucks Summer Party 2015 （2015年4月14日）[2]

## 書籍
- 《10FACES 02》（ダブル） - ポートレート集[3]

## 外部連結
- AMAZONE經紀公司官方網站
- 個人官方網頁
- 滿島南的Instagram帳戶